# Suillellus mendax
Bolet menteur
Espèce
Statut de conservation UICN

 DD  : Données insuffisantes
Suillellus mendax, le Bolet menteur, auparavant Boletus mendax, est une espèce de champignons (Fungi) basidiomycètes du genre Suillellus dans la famille des Boletaceae. Très semblable à S. luridus, il est caractérisé par son pied typiquement orné d'un réseau sur sa partie supérieure et de ponctuations sur sa partie inférieure, ses teintes générales un peu plus rouges ainsi que sa tendance à être un peu plus élancé, radicant et méditerranéen.

## Taxonomie
Le nom correct complet (avec auteur) de ce taxon est Suillellus mendax (Simonini & Vizzini) Vizzini, Simonini & Gelardi, 2014.
L'espèce a été initialement classée dans le genre Boletus sous le basionyme Boletus mendax Simonini & Vizzini, 2014.

### Étymologie
L'épithète spécifique latine mendax "trompeur", "menteur", fait référence à sa morphologie et ses teintes très changeantes et trompeuses.

## Description du sporophore

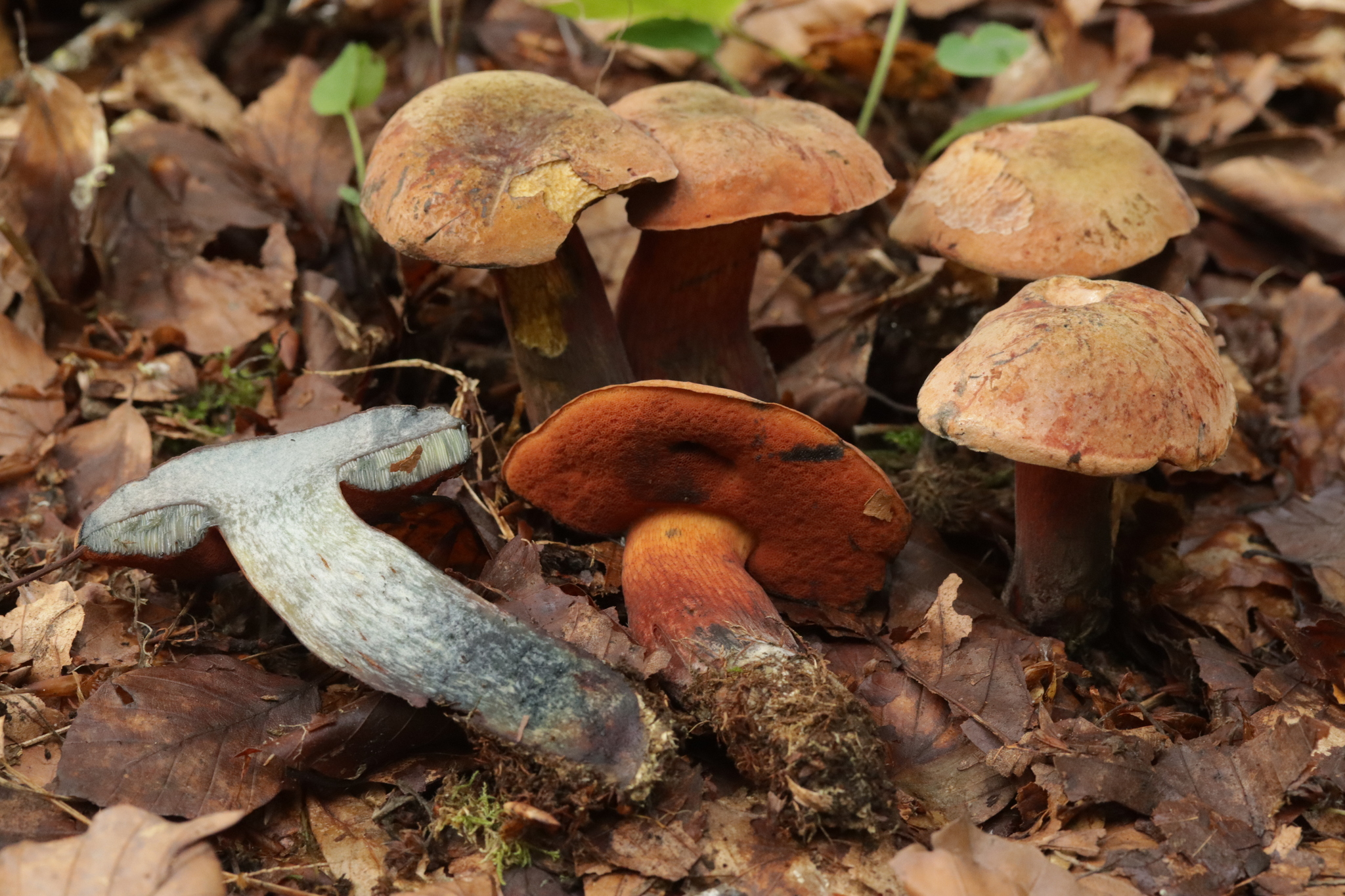
Collection de sporophores de S. mendax en Allemagne.

Les bolets sont des champignons dont l’hyménophore, constitué de tubes et terminés par des pores, se sépare facilement de la chair du chapeau. Ce chapeau d'abord rond, recouvert d'une cuticule, devient convexe à mesure qu’il vieillit. Ils ont un pied (stipe) central assez épais et une chair compacte. Les caractéristiques morphologiques de S. mendax sont les suivantes :
Son chapeau est velouté, de couleur brun-gris, gris rosé sale, marron, rouge-rose cramoisi à brun rougeâtre.
L'hyménophore présente des pores rouge vif dans la jeunesse puis orange, bleuissants. Les tubes sont concolores. Tout comme S. luridus, S. mendax peut présenter, ou pas, ce qu'on appelle la "ligne de Bataille".
Son stipe est de couleur orangé rouge, jaune au sommet, avec un réseau mal défini normalement limité au sommet, et des ponctuations dans la moitié inférieure. Il est souvent radicant et plus ou moins élance. Tout n’est néanmoins pas si simple, cette espèce semble par exemple pouvoir occasionnellement présenter un réseau jusqu’en bas du stipe, mais aussi parfois presque pas de réseau.
La chair est jaune, bleuissante à la coupe, parfois de couleur rouge betterave à la base.

### Caractéristiques microscopiques
Ses spores mesurent 13 à 15 µm x 5 à 5,5 µm.

## Galerie

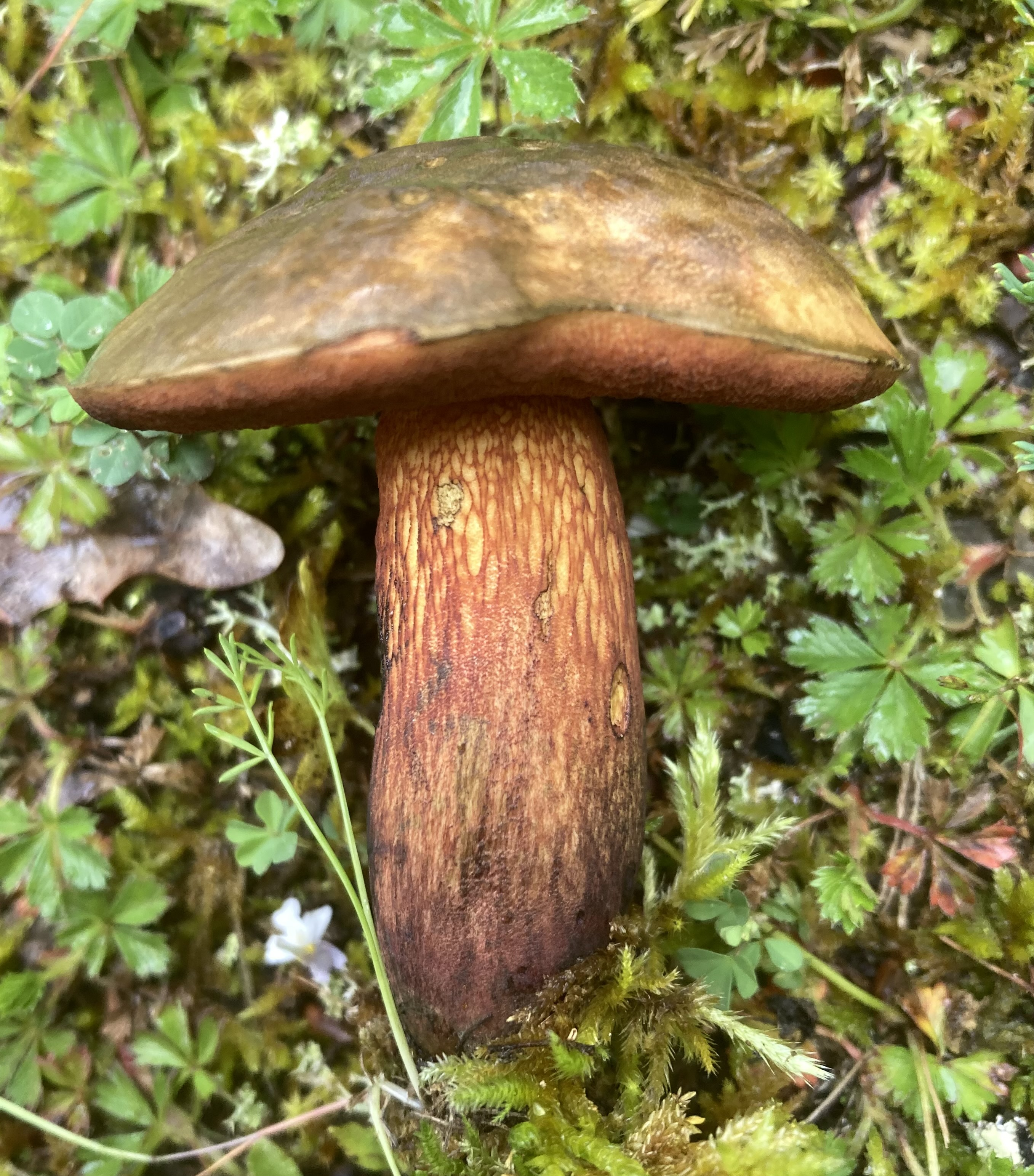
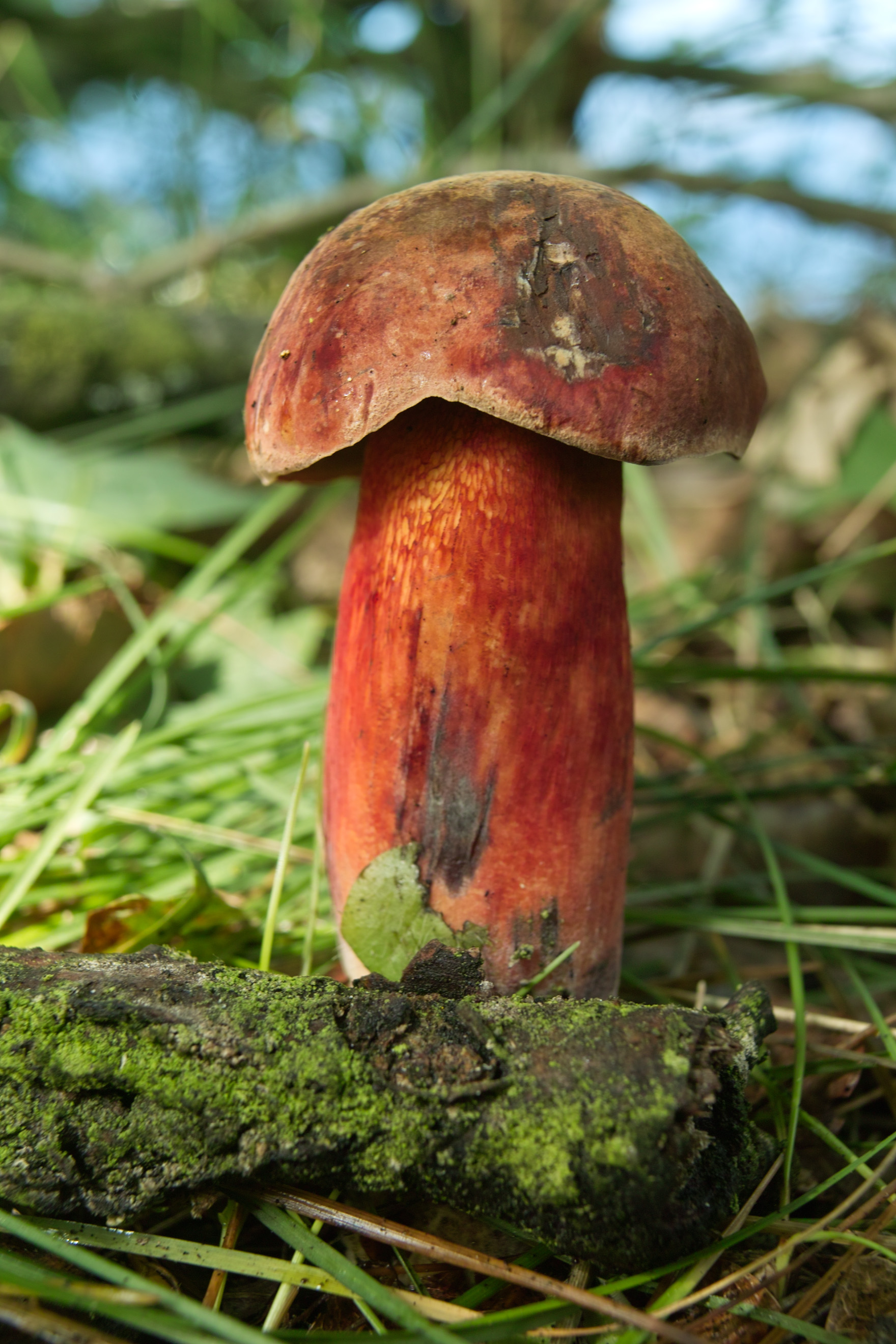
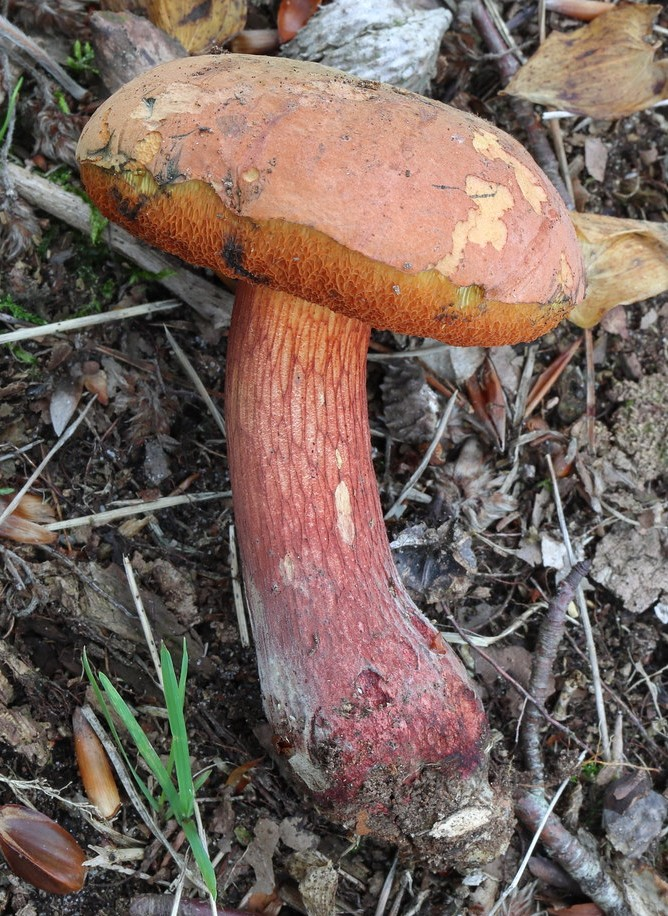
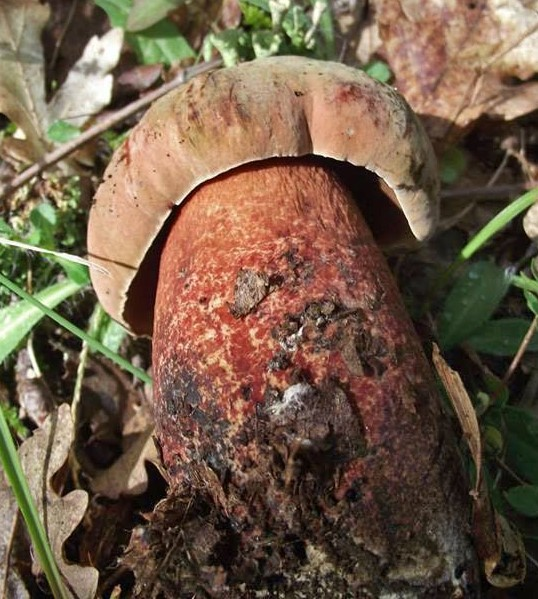
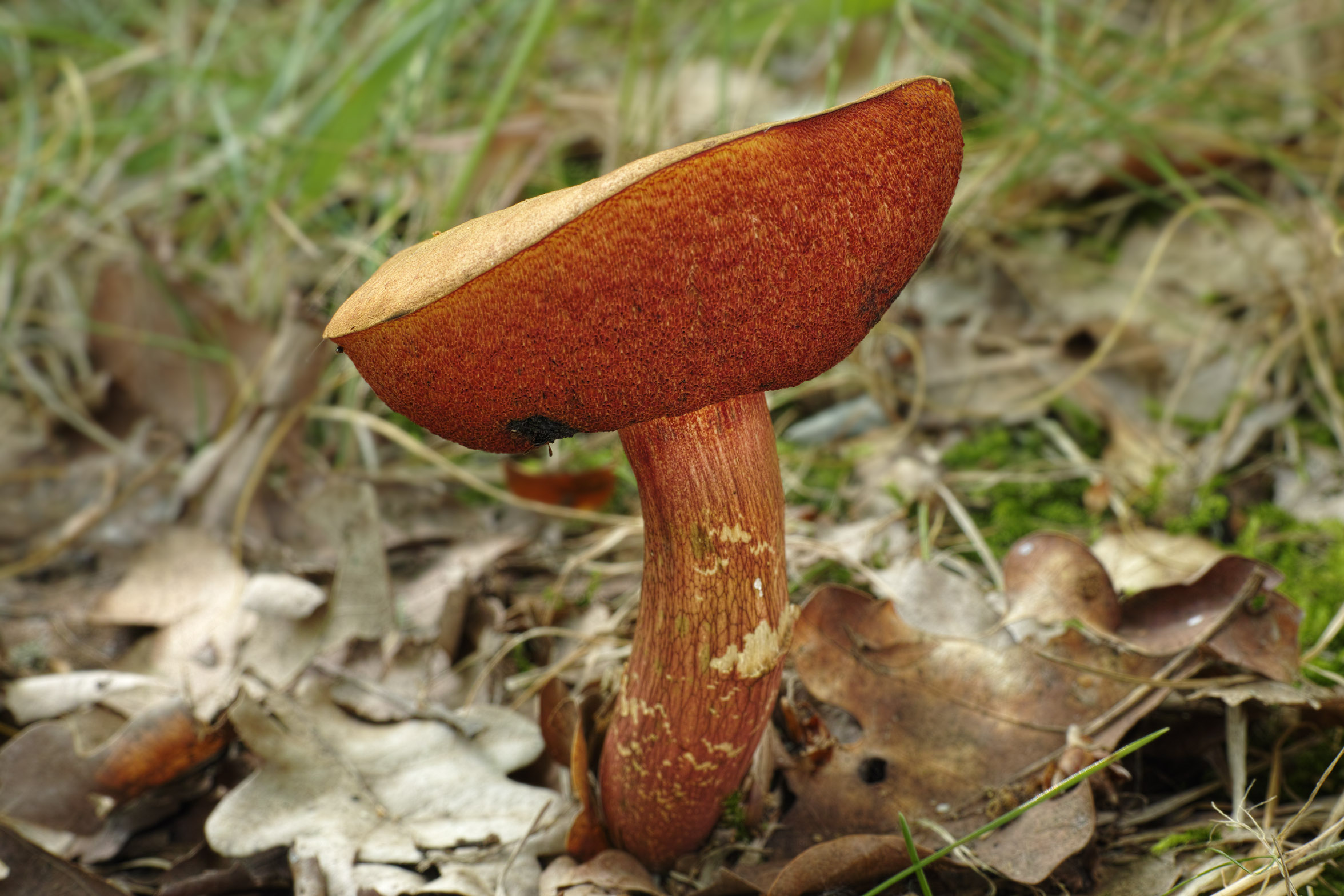
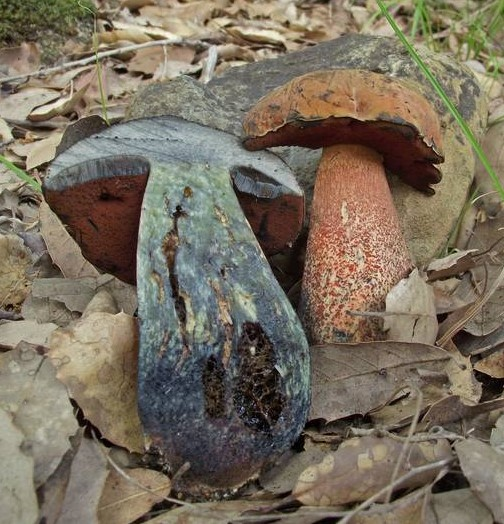
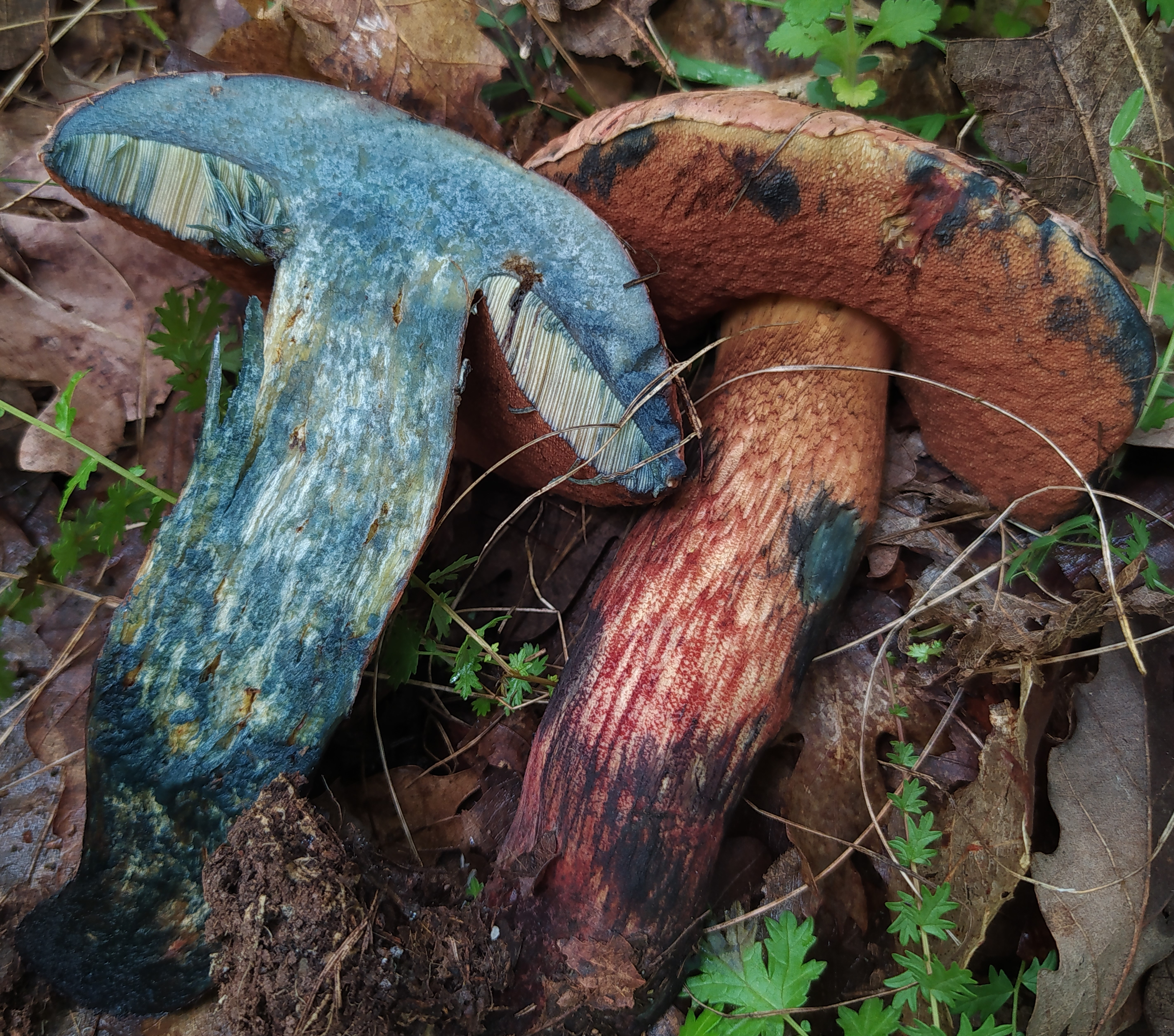
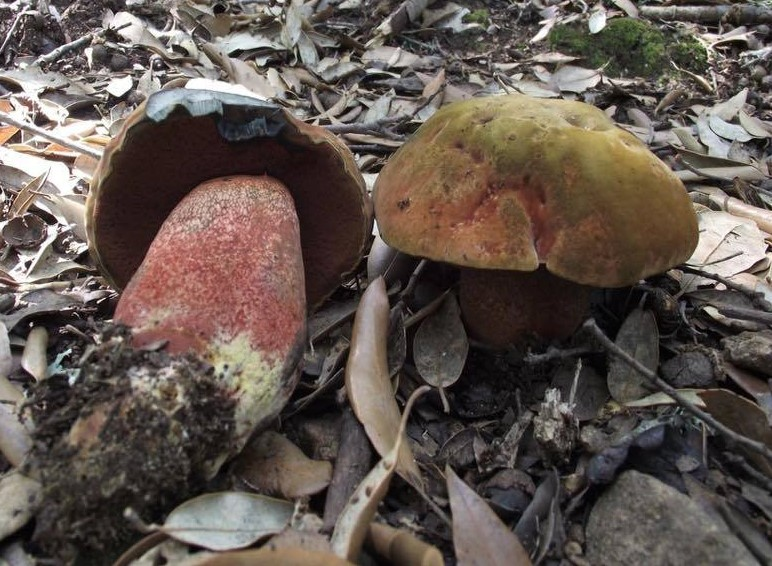
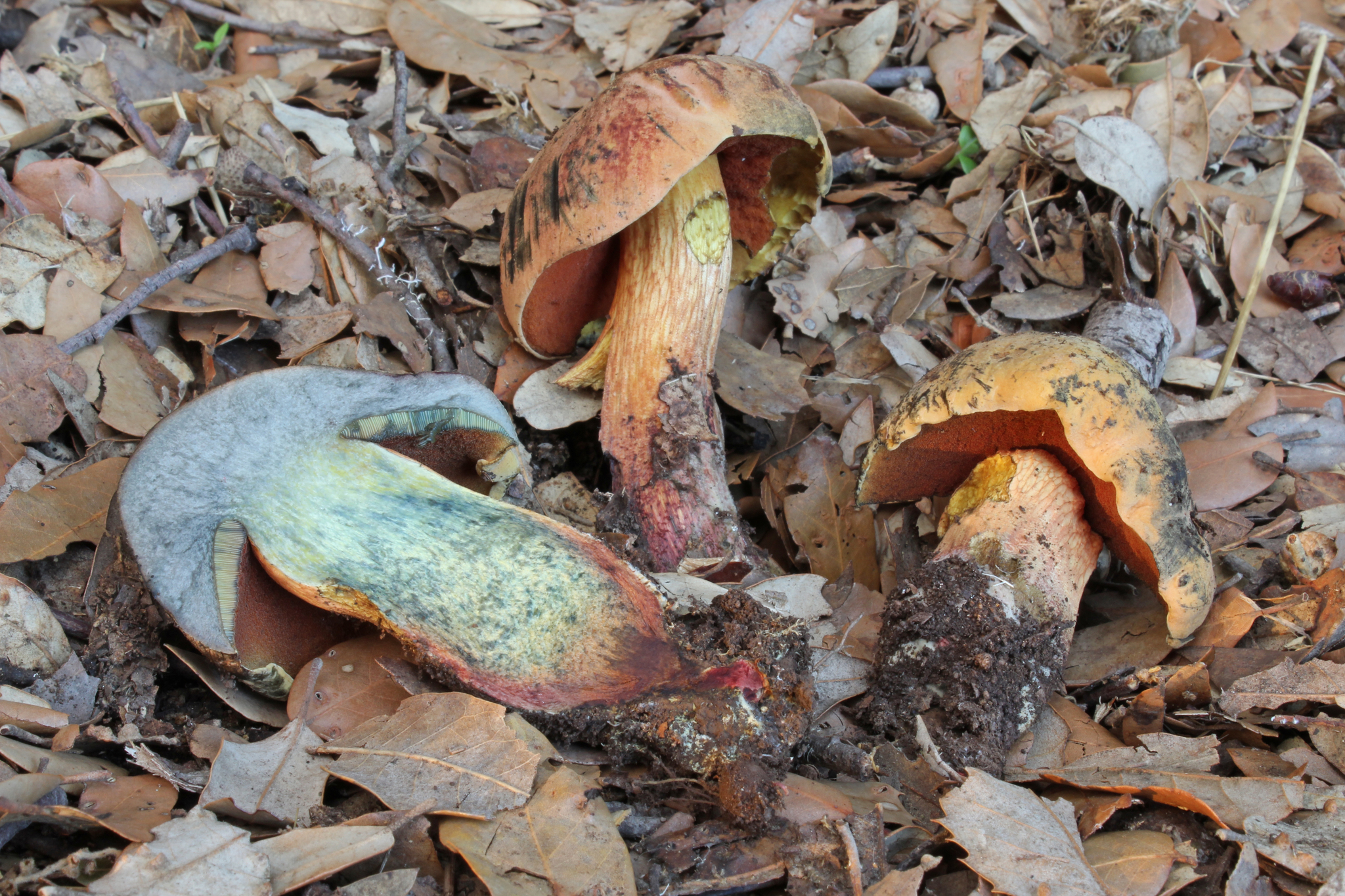
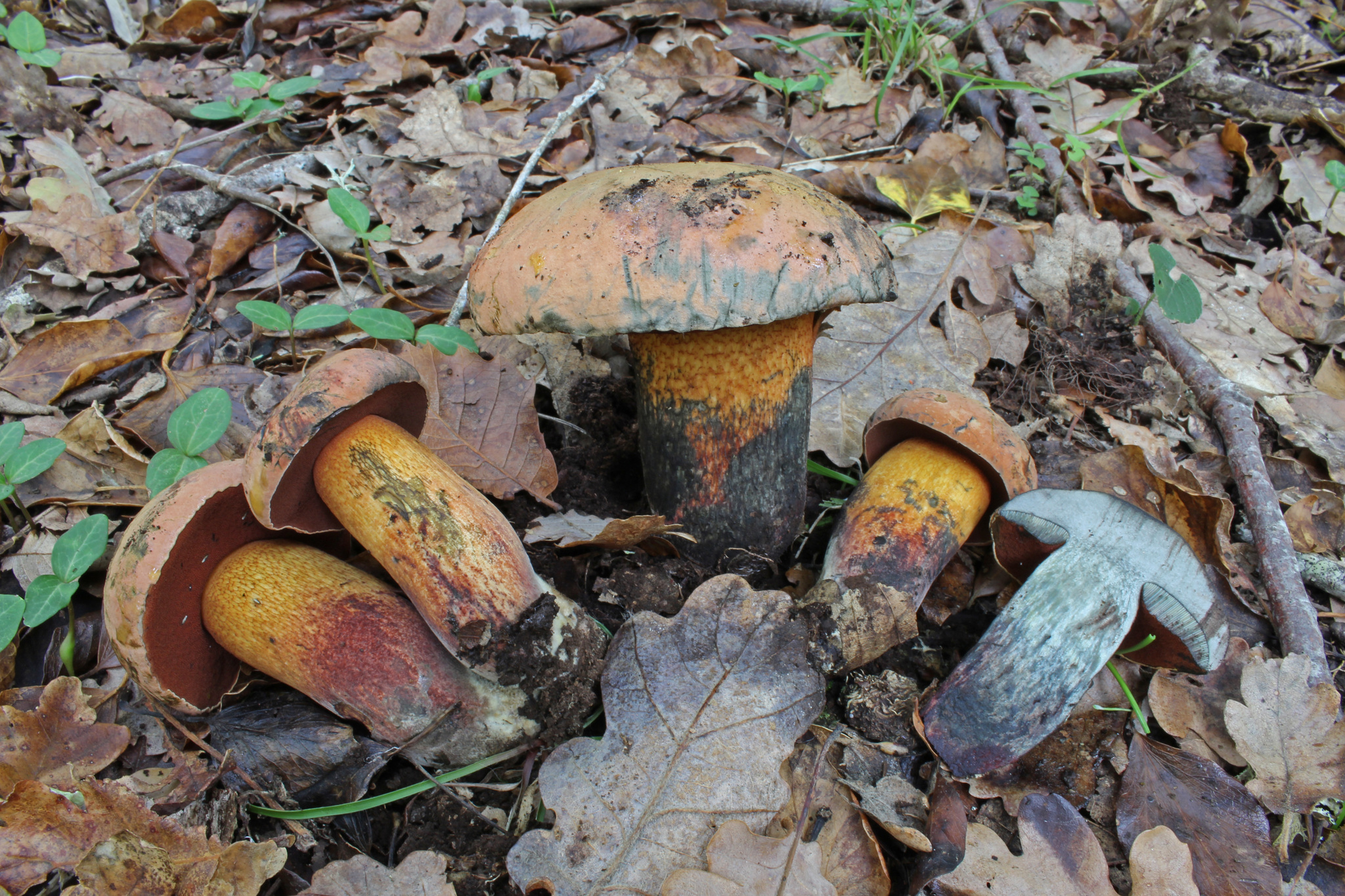
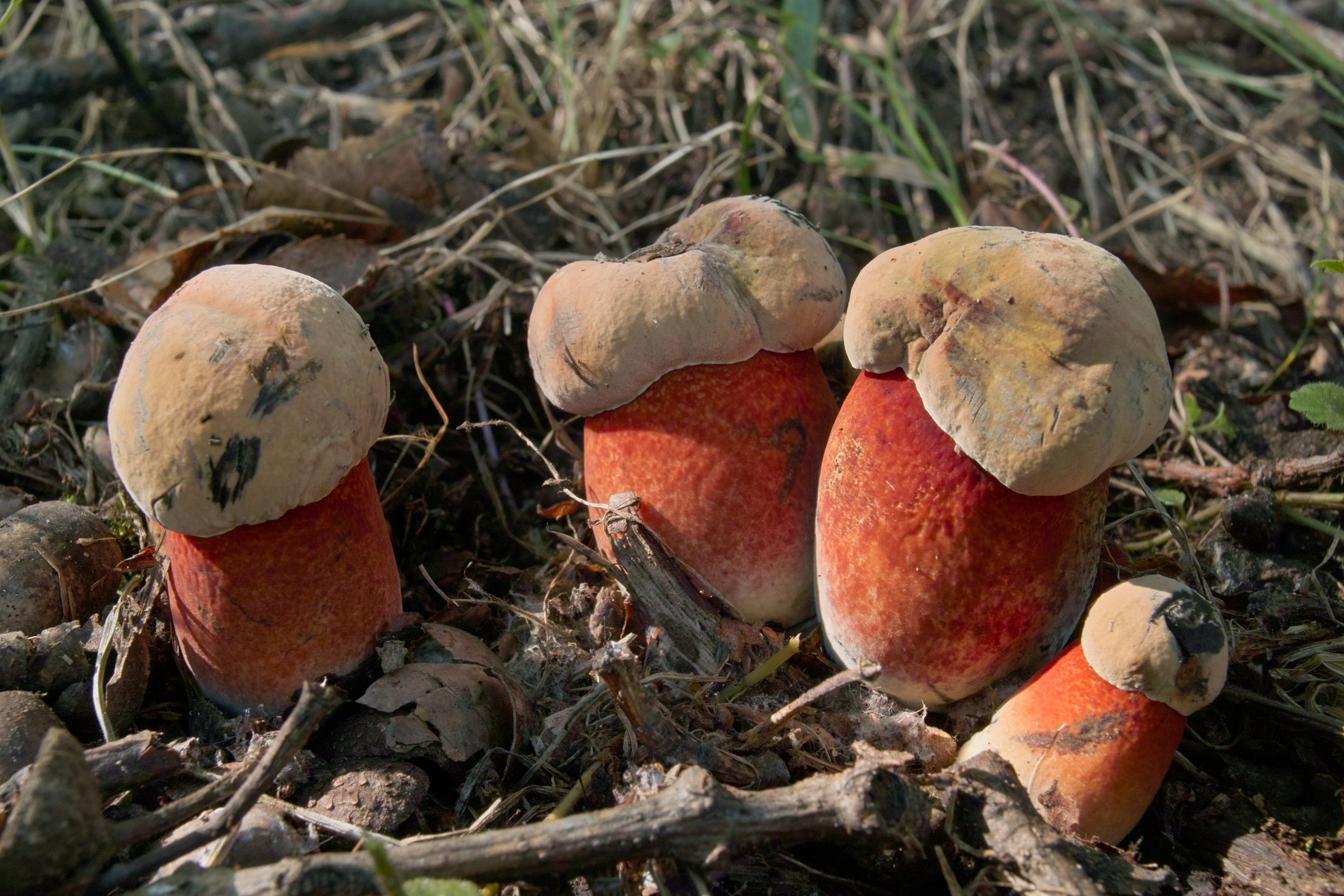

## Habitat et distribution
Le Bolet menteur est une espèce ectomycorhizienne, acidophile, poussant sous feuillus, sous Quercus (pubescens, robur, ilex, suber), Fagus, et Castanea, en milieu méditerranéen, sur sol acide ou calcaire,,.

## Statut de conservation

### Régional
- Auvergne-Rhône-Alpes : classement de cette espèce en catégorie NT (Quasi menacée) au niveau régional[5].

## Comestibilité
Tout comme le Bolet blafard, le Bolet menteur est comestible à condition de prendre la précaution de bien le cuire car il est toxique s'il est consommé cru ou mal cuit . De par sa rareté et sa difficulté d'identification, il n'est pas récolté traditionnellement mais est parfois consommé occasionnellement de façon accidentelle en le confondant avec S. luridus.

## Confusions possibles
- Le Bolet blafard (Suillellus luridus) peut très facilement être confondu avec le Bolet menteur. S. mendax se distinguera sous son aspect typique de par son stipe et ses pores plus rougeâtres et son réseau se transformant en ponctuations vers la moitié du stipe. Il en diffère également de par son écologie à prédominance acidophile. Comestible cuit, toxique cru.
- Le Bolet terne (Suillellus comptus) lui ressemble grandement également, quoiqu'ayant généralement des teintes plus roses et un réseau beaucoup moins développé. Sans interêt alimentaire cuit, toxique cru.
- Le Bolet à pied rouge (Neoboletus erythropus) peut avoir une palette de couleurs semblable, cependant, il ne possède pas de réseau sur la partie supérieure de son pied. Comestible réputé cuit, toxique cru.